# تارنتس
تارنتس (به آلمانی: Tarrenz) یک منطقهٔ مسکونی در اتریش است که در ناحیه ایمست واقع شده‌است. تارنتس ۷۴٫۶۴ کیلومتر مربع مساحت دارد ۸۳۶ متر بالاتر از سطح دریا واقع شده‌است.